# Filarmónica de Cracovia
La Filarmónica de Cracovia (en polaco: Filharmonia Krakowska) es la sala de conciertos más importante de Cracovia (Polonia) y uno de los auditorios más grandes de la ciudad. Alberga una sala principal para actuaciones de orquesta con 693 asientos y dos salas más pequeñas para conciertos de música de cámara, el Salón Dorado y el Salón Azul.

## Construcción
El edificio de la Filarmónica de Cracovia fue diseñado por el arquitecto Józef Pokutynski con elementos neobarrocos inspirados en la Casa del Pueblo de Bruselas. Su construcción fue patrocinada por el príncipe y cardenal Adam Stefan Sapieha y se completó en 1931. En 1996 se instaló un nuevo órgano de cincuenta tubos en la filarmónica, que sustituyó a un órgano más antiguo de Karl Schuke. El nuevo órgano fue diseñado y construido por Klais Orgelbau de Bonn, una empresa familiar especializada en proyectos a gran escala en todo el mundo. El edificio es sede de la Orquesta Filarmónica de Cracovia y de la Capella Cracoviensis.

## Historia

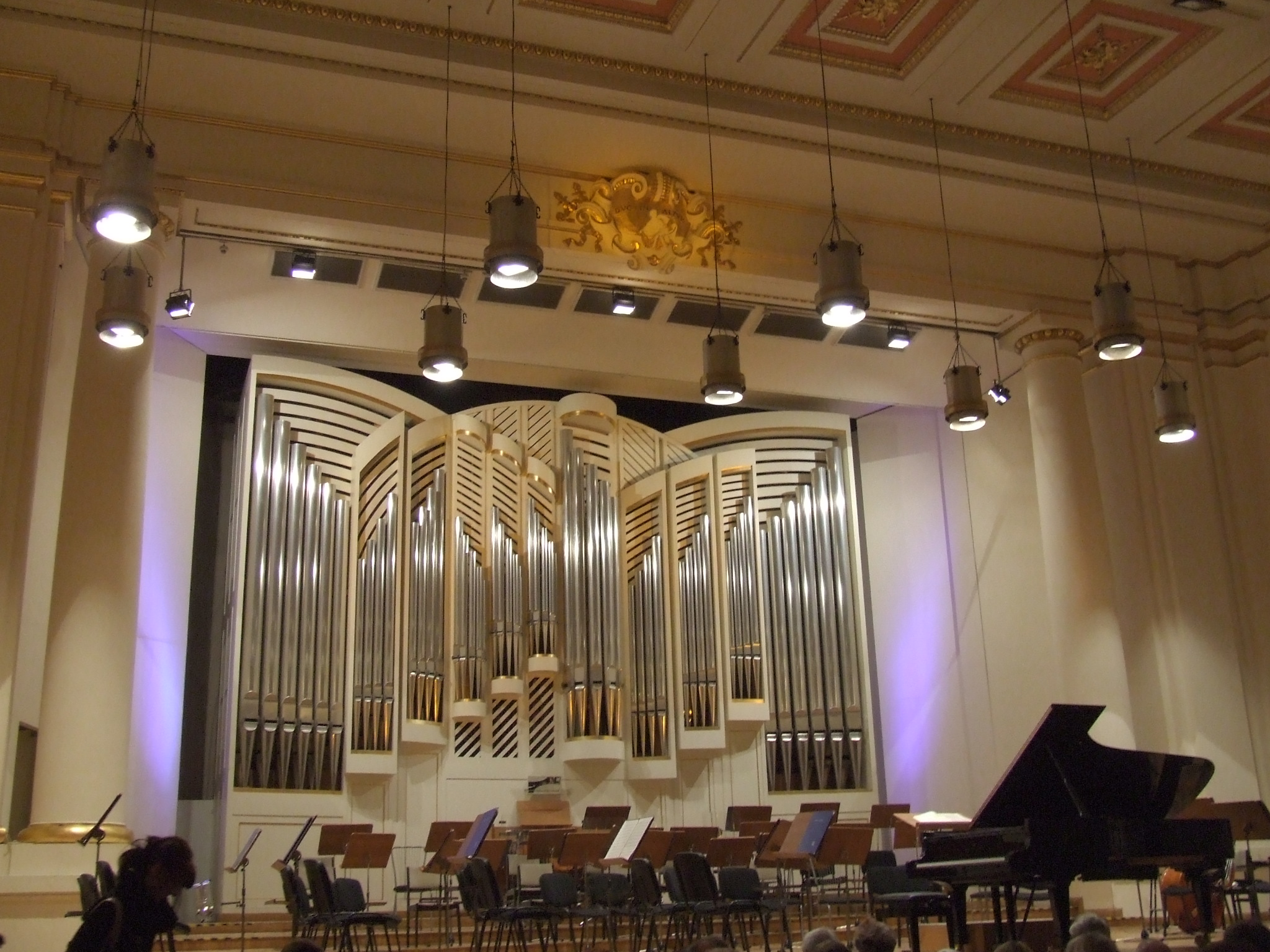
El interior de la Filarmónica de Cracovia con el nuevo órgano de Klais Orgelbau al fondo.

Los primeros intentos serios para crear una orquesta sinfónica en la ciudad se remontan al siglo xviii, pero hasta 1909 no se reunió un equipo profesional bajo la dirección del compositor Feliks Nowowiejski. Desde su creación, durante las particiones extranjeras de Polonia, y durante todo el periodo de entreguerras, la Filarmónica de Cracovia también albergaba la sede del Sindicato Polaco de Músicos Profesionales para los intérpretes que trabajaban por toda la ciudad, incluidas cafeterías y salas de cine mudo. El objetivo del sindicato era proteger el bienestar de sus miembros así como el nivel artístico de sus actuaciones, y su principal contribución a la cultura musical local fue la organización de conciertos sinfónicos. La Orquesta Filarmónica actuaba regularmente hasta la invasión alemana de Polonia en septiembre de 1939.
En julio de 1940, durante la ocupación de Polonia, por órdenes de Hans Frank, el gobernador nazi del Gobierno General establecido en Cracovia, se formó una nueva orquesta Nur für Deutsche («solo para alemanes») bajo la dirección del oficial de la Gestapo Bruno Müller, que fue llamada Orquesta Sinfónica del Gobierno General.
La Orquesta Sinfónica que actualmente tiene su sede en la Filarmónica de Cracovia fue fundada en febrero de 1945 bajo la dirección del profesor Zygmunt Latoszewski, siendo la primera orquesta sinfónica profesional en la Polonia de la posguerra. Entre los directores de orquesta y directores musicales de la Filarmónica de Cracovia se encuentran Witold Rowicki, Krzysztof Penderecki, Gilbert Levine (1987–1993), Roland Bader de la Orquesta Filarmónica de Berlín, Paweł Przytocki (director ejecutivo y director artístico entre marzo de 2009 y septiembre de 2012) y muchos otros artistas célebres.

## Solistas
En la larga lista de los solistas de fama mundial que han actuado en la Filarmónica de Cracovia se encuentran Victoria de los Ángeles, Claudio Arrau, Gina Bachauer, Arturo Benedetti Michelangeli, Cathy Berberian, Stanislav Bunin, Shura Cherkassky, Zara Dolujánova, Dorothy Dorow, Annie Fischer, Emil Guilels, Sidney Harth, Gary Karr, Nigel Kennedy, Leonid Kogan, Gidon Kremer, Nikita Magalov, Witold Małcużyński, Yehudi Menuhin, Midori Gotō, Shlomo Mintz, Tatiana Nikoláyeva, Lev Oborin, Garrick Ohlsson, David Óistraj, Ígor Óistraj, Vlado Perlemuter, Maurizio Pollini, Ruggiero Ricchi, Mstislav Rostropóvich, Sviatoslav Richter, Arthur Rubinstein, Isaac Stern, Daniil Shafran, Henryk Szeryng, Narciso Yepes, Yo-Yo Ma y Teresa Żylis-Gara, la soprano más célebre de Polonia, que debutó allí en 1956.